# The Mountain Goats
The Mountain Goats, bildad 1991 i Claremont, Kalifornien, USA är en amerikansk lofi-indiefolkrockgrupp.

## Medlemmar
Nuvarande medlemmar
- John Darnielle - sång, gitarr, keyboard (1991-idag)
- Peter Hughes - elbas (2002-idag)
- Jon Wurster - trummor (2007-idag)

Tidigare medlemmar
- Rachel Ware - bas (1992-1995)
- Franklin Bruno - piano (2002-2005)

Samarbetande musiker
- Lalitree Darnielle - banjo
- Richard Colburn - trummor
- The Bright Mountain Choir
- The North Mass Mountain Choir
- Alastair Galbraith - violin
- John Vanderslice
- Erik Friedlander - cello
- Owen Pallett - stränginstrument
- Scott Solter
- Alex Decarville
- Richard Colburn - trummor
- Christopher McGuire - trummor
- Nora Danielson - violin
- Maggie Doyle - keytar
- Kaki King
- Yuval Semo - orgel, piano

## Diskografi
Kassetter
- Taboo VI: The Homecoming (1991)
- The Hound Chronicles (1992)
- Hot Garden Stomp (1993)
- Transmissions to Horace (1993)
- Taking the Dative (1994)
- Yam, the King of Crops (1994)
- Come, Come to the Sunset Tree (2005)

Studioalbum
- Zopilote Machine (1994)
- Sweden (1995)
- Nothing for Juice (1996)
- Full Force Galesburg (1997)
- The Coroner's Gambit (2000)
- All Hail West Texas (2002)
- Tallahassee (2002)
- We Shall All Be Healed (2004)
- The Sunset Tree (2005)
- Get Lonely (2006)
- Heretic Pride (2008)
- The Life of the World to Come (2009)
- All Eternals Deck (2011)
- Transcendental Youth (2012)

Singlar och EP
- Songs for Petronius (1992)
- Chile de Árbol (1993)
- Beautiful Rat Sunset (1994)
- Philyra (1994)
- Why You All So Thief? (med Simon Joyner) (1994)
- Orange Raja, Blood Royal (med Alistair Galbraith) (1995)
- Songs for Peter Hughes (1995)
- Songs About Fire (1995)
- Nine Black Poppies (1995)
- Jack and Faye (outgiven) (1996)
- Tropical Depression (EP med Furniture Huschle) (1997)
- New Asian Cinema (1998)
- Isopanisad Radio Hour (2000)
- On Juhu Beach (2001)
- Devil in the Shortwave (2002)
- Jam Eater Blues (2002)
- See America Right (2002)
- Palmcorder Yajna (2003)
- Letter from Belgium (2004)
- Dilaudid EP (2005)
- Babylon Springs EP  (2006)
- Satanic Messiah  (2008)
- Black Pear Tree EP (med Kaki King) (2008)
- Moon Colony Bloodbath (med John Vanderslice) (2009)
- Who You Are (2014)